# 奥登堡
奥登堡（荷蘭語：Oudenburg，荷蘭語發音：[ˈʌu̯də(m)bʏrx]，法語發音：[odɑ̃buʁ]）是比利时弗拉芒大區西佛兰德省奥斯坦德区的一座城市，通行荷蘭語，是弗拉芒社群的一部分，面积35.6平方千米，人口9,717人（2022年1月1日）。